# Happy Valley-Goose Bay
Happy Valley-Goose Bay (en inuttitut : Vâli) est une ville canadienne de la province de Terre-Neuve-et-Labrador.
Elle est située dans la partie centrale du Labrador.
La ville est le centre urbain le plus peuplé de cette région.
Incorporée en 1973, la municipalité intègre l'ancienne ville de Happy Valley et le district de Goose Bay.

## Géographie

### Situation
Happy Valley-Goose Bay se trouve à l'extrémité sud-ouest du lac Melville près de l'embouchure du fleuve Churchill.
La ville est située sur la rive sud d'une péninsule créée par le bassin Terrington (anglais : Terrington Basin) et la baie Goose (anglais : Goose Bay) au nord et le large fleuve Churchill au sud.
Le territoire de la ville occupe la péninsule à l'est et la rive nord du fleuve Churchill sur près de 34 km de long. Il est délimité à l'ouest et au nord par des lignes droites tracées par deux angles droits. À partir du fleuve Churchill, ligne de 17,8 km vers le nord jusqu'au point 53° 25′ 29″ N, 60° 36′ 09″ O situé au sommet d'une colline à 370 mètres d'altitude, puis ligne de 12,6 km vers l'est jusqu'au point 53° 25′ 32″ N, 60° 24′ 43″ O et ligne de 3 km vers le sud jusqu'au lit de la rivière Goose qui sert de limite jusqu'à l'embouchure de sa branche principale.

### Géologie et relief
La ville se situe sur un plateau sablonneux à environ 20 mètres d'altitude.
La base aérienne se situe entre 20 mètres d'altitude à l'est et 60 mètres d'altitude à l'ouest, les pistes étant à 40 mètres d'altitude.
La baie Goose au nord se situe au niveau de la mer.
Le point culminant de la ville est une colline s'élèvant à 390 mètres d'altitude dans le coin nord-ouest du territoire municipal (53° 25′ 07″ N, 60° 34′ 38″ O).

### Hydrographie
Le fleuve Churchill est le plus long et le plus puissant cours d'eau du Labrador. Il draine un bassin versant de 93 415 km2 comprenant la quasi-totalité de la partie ouest du Labrador et une large bande au centre et à l'est.
Le fleuve Churchill coule d'ouest en est dans un lit dont la largeur varie de 800 mètres à 2,6 km et marqué par de nombreux bancs de sable avec quelques îles en partie boisées.
Il se jette dans la baie Goose par un petit delta (53° 21′ 32″ N, 60° 09′ 43″ O).
Le ruisseau Otter (anglais : Otter Creek) prend sa source au lac Alexander (anglais : Alexander Lake) au pied de la montagne Dome (anglais : Dome Mountain) culminant à plus de 260 mètres d'altitude, contourne la base aérienne au nord et se jette au fond de la baie Goose.
La rivière Goose coule parallèlement au nord du ruisseau Otter en formant plusieurs boucles, venant de l'ouest et se jetant dans la baie Goose par un delta formant le détroit Terrington (anglais : Terrington Narrows).
Le lac Melville est un vaste estuaire faisant partie de Hamilton Inlet, une entrée côtière qui s'étend sur 250 km et qui est le plus grand plan d'eau unique du Labrador. Le lac Melville mesure environ 2 100 km2 et comprend la petite baie Goose peu profonde et qui s'étend au large du bassin principal à l'extrémité ouest du lac.
La rivière Churchill est la principale source de sédiments du réseau du lac Melville. Bien qu'une partie de ces sédiments soit piégée dans la baie Goose, la majorité est transportée vers l'est dans le lac Melville.
L'eau douce rejetée à l'embouchure des rivières, principalement le fleuve Churchill et la rivière du Nord-Ouest, et son mouvement à travers le lac Melville. Le débit des rivières est l'un des principaux moteurs de la circulation estuarienne du lac. Les variations de son intensité ou de son cycle saisonnier ont un impact sur la distribution de la température et de la salinité du lac et les processus de formation de la glace.

### Climat
Happy Valley-Goose Bay affiche un climat continental humide (Köppen Dfb) juste à la limite du climat subarctique (Köppen Dfc), marqué par d'importantes chutes de neige en hiver, avec des maximales moyennes autour de −12 °C (10 °F). Les maximales estivales, en revanche, atteignent en moyenne 20 °C (68 °F). Les températures maximales moyennes restent en dessous de zéro pendant cinq mois de l'année et les températures minimales moyennes pendant huit mois. Les chutes de neige atteignent en moyenne près de 460 cm (180 pouces) par an et se produisent tous les mois sauf en juillet et août. Les précipitations, de près de 950 millimètres (37,4 pouces), sont importantes toute l'année et sont élevées pour un climat continental à cette latitude en raison de la présence de la dépression d'Islande à l'est entraînant un air froid, humide et instable sur la région.
| Mois                                  | jan.       | fév.       | mars       | avril      | mai       | juin      | jui.      | août      | sep.      | oct.      | nov.       | déc.       | année      |
| ------------------------------------- | ---------- | ---------- | ---------- | ---------- | --------- | --------- | --------- | --------- | --------- | --------- | ---------- | ---------- | ---------- |
| Température minimale moyenne (°C)     | −22,5      | −21,3      | −15,4      | −6,1       | 0         | 5,6       | 10        | 9,7       | 5,1       | −0,6      | −7,6       | −16,8      | −5         |
| Température moyenne (°C)              | −17,6      | −15,7      | −9,5       | −1,1       | 5,6       | 11,4      | 15,5      | 15,1      | 10        | 3,2       | −4         | −12,5      | 0          |
| Température maximale moyenne (°C)     | −12,7      | −10,1      | −3,6       | 3,9        | 11        | 17,1      | 20,9      | 20,4      | 14,9      | 7         | −0,3       | −8,2       | 5          |
| Record de froid (°C) date du record   | −38,9 1957 | −39,4 1973 | −35,3 1948 | −29,7 1984 | −15 1972  | −4,2 1984 | 0,1 1993  | 0 1947    | −6,7 1947 | −17 1982  | −26,1 1986 | −36,7 1971 | −38,9 1957 |
| Record de chaleur (°C) date du record | 11,2 1979  | 10,6 1951  | 16,4 1979  | 21,2 1986  | 32,1 1979 | 36,2 1989 | 37,8 1944 | 35,3 1996 | 33,6 2008 | 22,8 1947 | 17,4 2008  | 11,7 1950  | 37,8 1944  |
| Ensoleillement (h)                    | 96,9       | 130,2      | 139,1      | 162,4      | 190       | 175       | 196,6     | 193,9     | 121,9     | 90,4      | 75,8       | 72,5       | 1 644,7    |
| Précipitations (mm)                   | 64,6       | 56,8       | 65,3       | 63,6       | 69,3      | 91,4      | 121,3     | 99,3      | 91        | 81,2      | 72,2       | 64,4       | 940,4      |
| dont neige (cm)                       | 78,6       | 63,2       | 71,8       | 48,3       | 19,1      | 1,4       | 0         | 0         | 0,3       | 19,3      | 55,6       | 70,6       | 428,3      |
| Nombre de jours avec précipitations   | 15,9       | 12,7       | 14         | 13         | 14,9      | 17,2      | 19        | 17,6      | 17,1      | 16,3      | 14,4       | 15,6       | 187,8      |
| Nombre de jours avec neige            | 16,1       | 12,6       | 13,2       | 9,8        | 4,9       | 1         | 0,03      | 0         | 0,33      | 5,3       | 11,1       | 15,2       | 89,7       |

| Diagramme climatique                                  |                |               |             |         |             |             |             |           |           |              |               |
| J                                                     | F              | M             | A           | M       | J           | J           | A           | S         | O         | N            | D             |
| −12,7−22,564,6                                        | −10,1−21,356,8 | −3,6−15,465,3 | 3,9−6,163,6 | 11069,3 | 17,15,691,4 | 20,910121,3 | 20,49,799,3 | 14,95,191 | 7−0,681,2 | −0,3−7,672,2 | −8,2−16,864,4 |
| Moyennes : • Temp. maxi et mini °C • Précipitation mm |                |               |             |         |             |             |             |           |           |              |               |

## Base des Forces canadiennes Goose Bay
La plus grande base aérienne du Nord-Est de l'Amérique du Nord, BFC Goose Bay, se trouve sur le territoire de la ville. Elle appartient aux Forces armées canadiennes.
BFC Goose Bay est beaucoup moins active aujourd'hui qu'elle ne l'était dans le passé. La base a vu une réduction des entraînements en vol tactique à basse altitude de l'OTAN au cours de la dernière décennie, et la ville fait face à un avenir incertain, le gouvernement fédéral ayant réduit le nombre du personnel de la Forces armées canadiennes à moins de 100 tous grades. Les derniers pays de l'OTAN à avoir utilisé la BFC Goose Bay pour l'entraînement en vol, l'Allemagne et l'Italie, n'ont pas renouvelé leurs baux après leur résiliation au début de 2006.
La base aérienne sert de terrain de dégagement pour les vols transatlantiques civils (aéroport de secours en cas de difficultés en vol). Ainsi, un Airbus A380 Paris-Los Angeles s'est posé à Goose Bay le 30 septembre 2017 à cause d'un problème sur un des quatre moteurs à réaction.
La piste de Happy Valley-Goose Bay était également un site d'atterrissage alternatif, mais inutilisé, pour la NASA navette spatiale maintenant déclassée, en raison de sa taille et de sa longueur.

## District d'amélioration locale de Goose Bay
Avant sa fusion avec Happy Valley, le district d'amélioration locale de Goose Bay a été créé en 1970 et comprenait une zone appelée Spruce Park et les zones d'habitation du ministère canadien des Transports. Elle a été agrandie pour inclure d'autres zones de la base jusqu'en 1973, lorsqu'elle comprenait toute la zone de la base.

## Transport

### Route

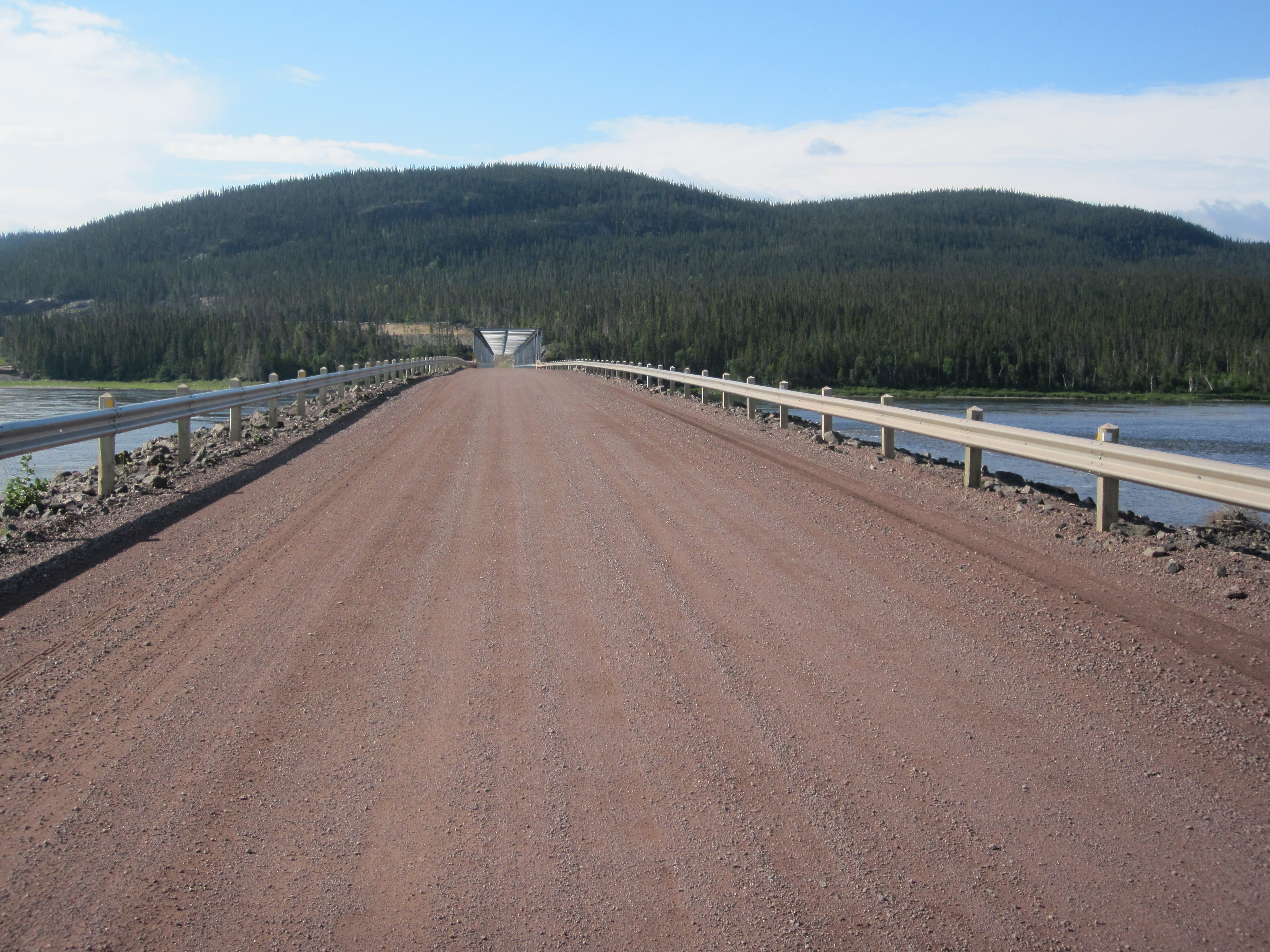
Pont de la route 510 sur le fleuve Churchill vers le sud à environ 10 km à l'ouest de Happy Valley-Goose Bay.

Il est maintenant possible de se rendre à Happy Valley-Goose Bay à partir du Québec en empruntant la route 389 à partir de Baie-Comeau. Cette route rejoint la route 500 au Labrador (route Trans-Labrador), récemment asphaltée depuis 2014, à partir de Labrador City. La route 500 passe par la communauté de Churchill Falls située à 244 km de Wabush et à 281 km de Happy Valley-Goose Bay. Il n'y a aucune réception téléphonique et peu de stations-service sur le chemin. Depuis 1992, la route reliant Baie-Comeau à Wabush est reliée à une route ouverte toute l'année jusqu'à Happy Valley-Goose Bay.
La route 510 a été prolongée vers le sud pour rejoindre une route existante par le traversier reliant Blanc-Sablon au Québec sur la côte nord du golfe du Saint-Laurent à St. Barbe sur l'île de Terre Neuve à travers le détroit de Belle Isle. Elle traverse le fleuve Churchill à environ 10 km à l'ouest de Happy Valley-Goose Bay par une longue digue de 515 mètres de long coupant plus de la moitié du lit du fleuve puis un pont en treillis de 360 mètres de long (53° 15′ 52″ N, 60° 29′ 45″ O) construit en 2006. La section de la route reliant la jonction de Cartwright à Happy Valley-Goose Bay a ouvert le 16 décembre 2009.
La route 500 se termine au croisement de la route 520 à l'entrée ouest de la ville.
La route 520 (Hamilton River Road) dessert le sud du centre urbain principal vers l'est. Elle devient la Mud Lake Road à la sortie de la ville et se termine sur la péninsule dans des exploitations situées au bord du fleuve Churchill. De l'autre côté de la ville, elle remonte vers le nord en desservant les quartiers résidentiels (Spruce Park), les zones d'activités et la base aérienne, puis devient la North West River Road desservant quelques hameaux autour de la rivière Goose (anglais : Goose River) et traversant la rivière Goose pour rejoindre Sheshatshiu après 26 km où un pont passant au-dessus de la rivière du Nord-Ouest (anglais : North West River) relie North West River depuis 1980.
Avant 1954, presque aucune plaque d'immatriculation n'était délivrée aux collectivités du Labrador, à l'exception de Happy Valley et de la région de Goose Bay. Une série de petites plaques ont été émises pour aider à financer le développement des routes. Ce n'est qu'au milieu des années 1960 que tout le Labrador a commencé à utiliser les plaques d'immatriculation régulières de Terre-Neuve.

### Eau
Happy Valley-Goose Bay était desservie par bateau et porte-conteneurs aux ports de Terre-Neuve et au port de Montréal. La plupart des approvisionnements de la ville ont été transportés par des porte-conteneurs transportés vers les installations d'amarrage situées au bassin Terrington. Ces installations étaient exploitées par Transports Canada. La saison de navigation durait généralement de juin à décembre. En été, un service de traversier relie Happy Valley-Goose Bay à Cartwright.

### Air
Air Canada et Eastern Provincial Airways ont été les premiers transporteurs aériens de la région à transporter des passagers de l'extérieur de la région vers la BFC Goose Bay. Labrador Airways Limited a assuré le transport aérien vers les communautés locales. À Otter Creek se trouve une base d'hydravions qui a également fourni des ponts aériens aux communautés locales et aux sites touristiques à l'intérieur du Labrador.

## Histoire
À l'été 1941 lors de la Seconde Guerre mondiale, Eric Fry, un employé du ministère canadien des Mines et des Ressources prêté à l'Aviation royale canadienne, choisit un grand plateau sablonneux près de l'embouchure de la rivière Goose pour construire la base de l'Aviation royale canadienne de Goose Bay. Des installations d'amarrage pour le transport des marchandises et du personnel ont été construites dans le bassin Terrington.
La base aérienne de Goose est devenue une étape d'atterrissage et de ravitaillement pour la route de l'Atlantique nord. Peu après la sélection du site, des hommes de la côte du Labrador ont commencé à travailler sur la base. Dans un contexte de guerre, il n'a fallu que cinq mois pour construire un aéroport militaire opérationnel sur le territoire loué.
En moins de deux ans, la région de nature sauvage, isolée et non développée du Labrador, est devenue l'hôte du plus grand aéroport de l'hémisphère occidental.
Les premiers colons de la région sont venus de la côte du Labrador pour travailler avec la McNamara Construction Company, qui a été chargée de construire la base aérienne de Goose Bay. Leur premier choix était Otter Creek, où on leur a dit que le site aurait été trop près de la base. Un nouvel emplacement a été choisi en fonction de l'exigence d'être à une distance minimale de 5 milles (8 km) de la base. En 1942, un nouveau site fut choisi, d'abord été appelé Refugee Cove ; ce n'est qu'en 1955 qu'il fut finalement renommé Happy Valley.
Les travailleurs ont construit des habitations pour 3 000 employés civils et 5 000 membres du personnel militaire ainsi que des systèmes de chauffage, des postes de pompage sanitaire, des boulangeries, des buanderies et divers équipements de loisir.
Les trois premières familles arrivées pour travailler à la construction de la base étaient les familles Saunders de Davis Inlet, Broomfield de Big Bay et Perrault de Makkovik.
La première école de Happy Valley a été exploitée par une Mme Perrault de son domicile jusqu'en 1946, lorsque l'Aviation royale canadienne fit don d'un immeuble. L'ancienne école d'une pièce fut achetée par Bella et Clarence Brown au début de 1962 et transformée en résidence familiale. En 1949, l'Aviation royale canadienne fit don d'un deuxième bâtiment qui est devenu la North Star School. Mme Perrault est également devenue la première bibliothécaire de Happy Valley. Bella Brown est devenue bibliothécaire de Happy Valley lorsque le deuxième bâtiment de la North Star School fut donné en tant que nouvelle bibliothèque.
La mission Grenfell a exploité les premières installations médicales lors de l'ouverture d'un poste de soins infirmiers en 1951. En 1963, le gouvernement provincial a construit l'hôpital Paddon Memorial.

## Démographie
| 1961  | 1971  | 1981  | 1991  | 1996  |
| ----- | ----- | ----- | ----- | ----- |
| 2 861 | 5 433 | 7 103 | 8 610 | 8 655 |

| 2001  | 2006  | 2011  | 2016  | - |
| ----- | ----- | ----- | ----- | - |
| 7 969 | 7 572 | 7 552 | 8 109 | - |

En 1945, la population de Happy Valley atteignait 229 personnes, principalement des travailleurs qui desservaient la base. Selon les registres tenus par l'Église unie nouvellement organisée, en 1953, il y avait 116 familles dans toute la communauté, qui avaient une école de l'Église unie. Une cinquantaine de familles appartenaient à l'Église unie; 25 étaient anglicans, 25 moraves, 14 pentecôtistes et deux catholiques. En 1956, la population était de 1 145, et en 1961, elle était passée à 2 861, puis doublé en 1966 pour atteindre 4 215. Avant que la communauté de Happy Valley ne fusionne avec le district d'amélioration locale de Goose Bay, la population était de 4 937 habitants, tandis que la population de Goose Bay était de 496.
Selon le recensement du Canada de 2006, la communauté de Happy Valley-Goose Bay comptait 7 572 habitants. Cela représentait une diminution de 5,0 % par rapport à la population de 7 969 habitants en 2001. Selon les mêmes statistiques, l'âge médian de la communauté est de 35,7 ans, avec 79,9 % de la population ayant plus de 15 ans (par rapport à l'âge médian provincial de 41,7 ans et 84,5 %).
En 2016, une légère majorité de la population était blanche (51 %); il s'agit d'une diminution proportionnelle par rapport à 2006, lorsque les blancs formaient 63,5 % de la population. Il y a aussi une grande population d'Autochtones, soit environ 45 % de la population, une augmentation proportionnelle par rapport à 2006 (quand ils formaient 36,2 %). Les autres groupes ethniques présents à Happy Valley-Goose Bay comprenaient des Philippino-Canadiens (1,8 %) et des Indo-Canadiens (1,1 %).
La communauté est largement protestante, à 73,9 %, avec une minorité catholique à 20,1 %. Environ 1 % de la population revendique d'autres religions et 5 % déclarent « aucune appartenance religieuse ».
Le recensement du Canada de 2011 a montré que Happy Valley-Goose Bay a dépassé Labrador City et est maintenant la plus grande communauté du Labrador. Cependant, Labrador Ouest, composée de Labrador City et de la ville voisine de Wabush, compte toujours une population plus élevée que Upper Lake Melville comprenant Happy Valley-Goose Bay et les 3 communautés voisines de North West River, Sheshatshiu et Mud Lake.
Happy Valley-Goose Bay compte 3 380 personnes s'identifiant comme Métis ou Inuits. Étant donné que la plupart des Métis de la communauté sont de descendance inuite partielle, Happy Valley-Goose Bay constitue la deuxième population en importance de personnes de descendance inuit de toutes les municipalités au Canada après Iqaluit. Malgré cela, moins de 300 personnes dans la communauté peuvent parler une langue autochtone.

## Éducation

### Primaire et secondaire
La ville dispose de trois écoles dans le District scolaire anglophone (anglais : English School District) et d'une école dans le Conseil scolaire francophone provincial de Terre-Neuve-et-Labrador :

- Peacock Primary School ;
- Queen of Peace Middle School ;
- Mealy Mountain Collegiate ;
- École Boréale.

Le système comprend des programmes en immersion française et en français langue première.

### Postsecondaire
La ville compte deux établissements postsecondaires :

- College of the North Atlantic, accueille environ 200 étudiants à temps plein par semestre, avec 50 autres inscrits à temps partiel ;
- Labrador Institute of Memorial University, division de l'Université Memorial de Terre-Neuve créée en 1979 pour stimuler, coordonner et soutenir les principaux projets et programmes universitaires et élargir la base de connaissances du Labrador[23].

## Loisirs
La ville dispose de plusieurs équipements sportifs et de loisirs.
Les installations sportives les plus importantes sont :

- E.J. Broomfield Memorial Arena ;
- Mealy Mountain Collegiate Sports Complex ;
- Snow Goose Mountain Park and Resort.

Les parcs citadins les plus importants sont les parcs Husky et Kinsmen.
La ville compte plusieurs autres aires de loisirs, avec les parcs Steve’s, Laurier Loop, Perrault Place, Robert Road et Spruce.
La municipalité compte plusieurs sentiers pour le vélo et la marche à pied.

## Personnalités
Les personnalités notables de la ville incluent :
- Jennifer Hale, actrice américano-canadienne.
- Heather Igloliorte, chercheuse et curatrice indépendante inuk[25].
- Seamus O'Regan, homme politique canadien.
- Keith Russell, homme politique canadien.
- Doris Saunders, archiviste.